# 基层民主
基层民主（英語：Grassroots democracy），又称草根民主，是以基層為本，實行地方分權與直接民主制，將權力盡量賦予基層政權，讓基層民眾得以自行管理自己的社區和參與決策的政治模式。
根據基層化原則（又稱輔助性原則），政治權力將賦予到最低級的地方組織，基層擁有最高的優先權，基層分權組織擁有完全獨立的自治權。實行草根民主的國家，它的一切政務和社區管理會盡量由地方政府全權決定，只有在地方政府向上呈請協助時，中央政府才可協助地方政府完成工作。

## 另見
- 地方政府
- 地方分權
- 自治地方
- 中央集權

## 外部連結
- Ten Key Values of the Green Party （页面存档备份，存于）